# Gunnar Dahlsten
Gunnar "Jimmy" Dahlsten, född 25 juli 1927 i New York, död 26 september 2020 i Stockholms Engelbrekts distrikt, var en svensk företagsledare.
Dahlsten föddes i New York men hans föräldrar återvände till Sverige efter börskraschen 1929. Dahlsten tog examen från Handelshögskolan i Göteborg 1950, var anställd vid Mölnlycke AB från 1951, företagets vice verkställande direktör från 1964 och dess verkställande direktör 1965–1977. Under denna tid förädlades bolagets verksamhet från textilvaror till lönsammare hygienvaror.
1977–1985 var han VD för Svenska Tändsticks AB, som under denna tid bytte namn till Swedish Match.
Från mitten av 1980-talet arbetade Dahlsten med industriella frågor i olika styrelser, men var även ställföreträdande VD för Catena, ägt av Volvo. Dahlstens sista uppdrag var en räddningsaktion för RFSU-företaget Etac.